# Kölleda
Kölleda est une ville d'Allemagne située en Thuringe dans l'arrondissement de Sömmerda.
Kölleda est le siège de la communauté d'administration de Kölleda qui comprend les deux villes de Kölleda et Rastenberg ainsi que les six communes de Beichlingen, Großmonra, Großneuhausen, Kleinneuhausen, Ostramondra et Schillingstedt. Ce regroupement de communes a une superficie de 134,45 km2 et une population de 11 774 habitants en 2009.

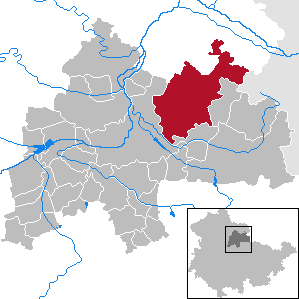
Situation de Kölleda (en rouge) dans l'arrondissement de Sömmerda

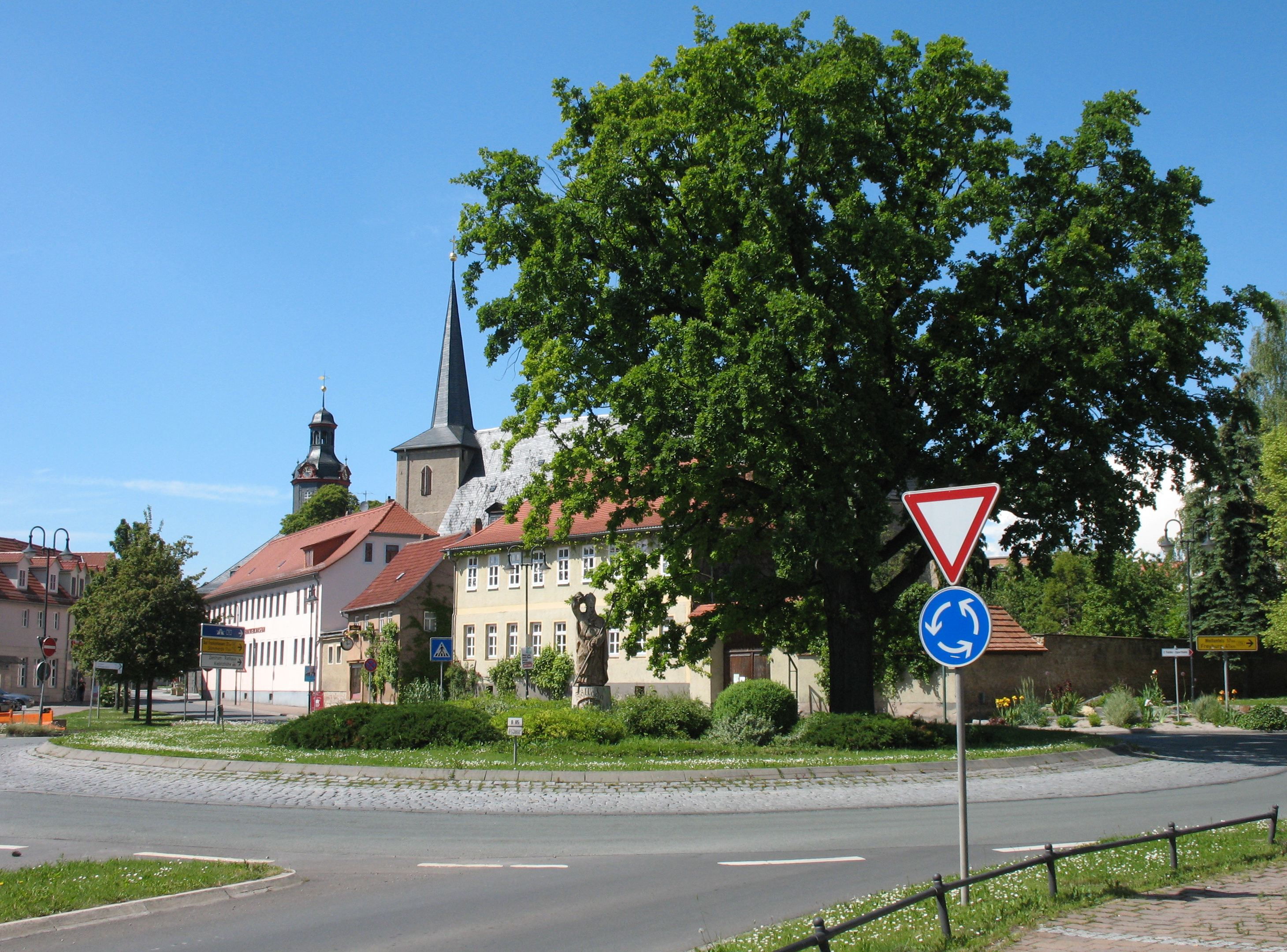
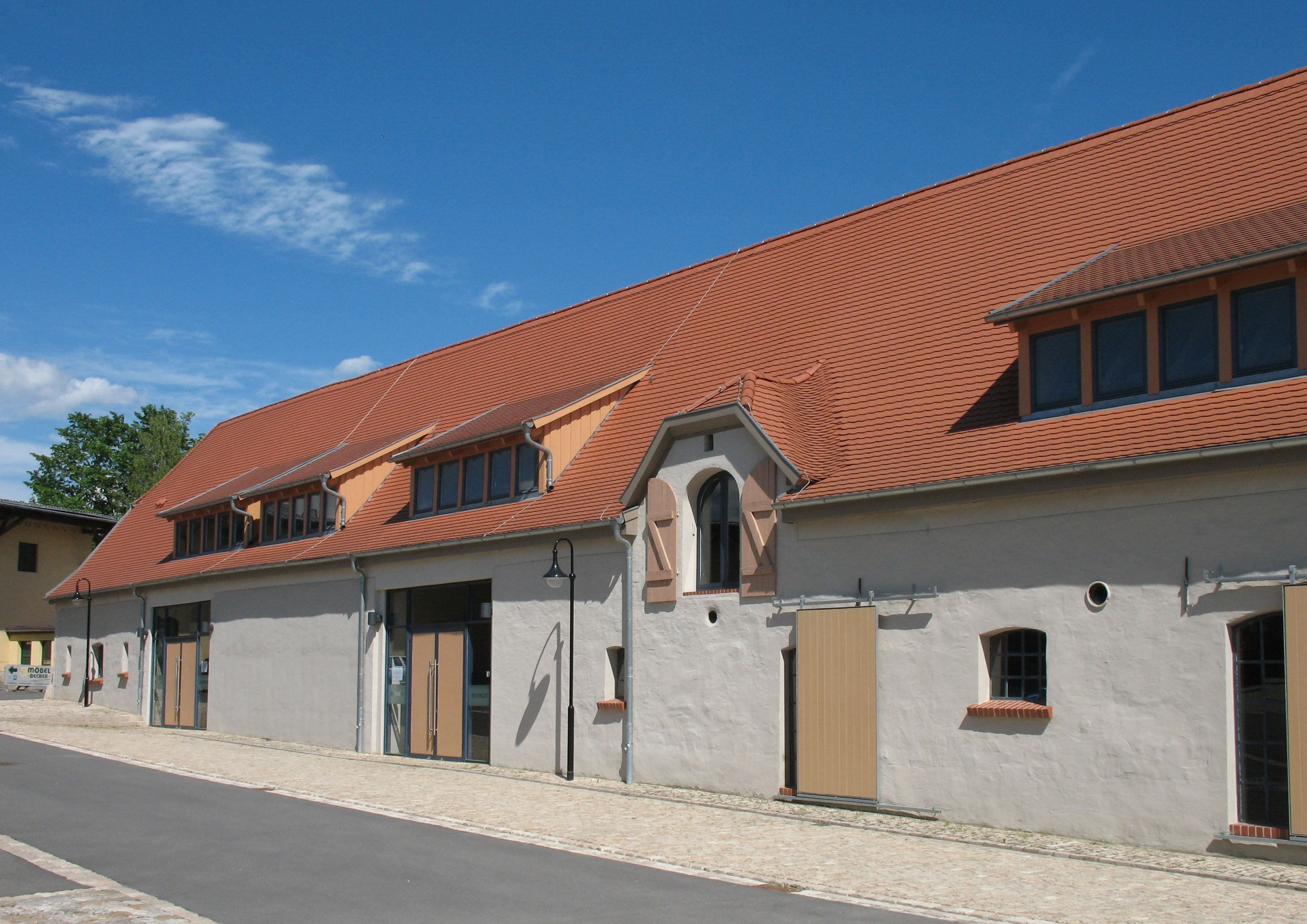